# Kanton Castellane
Castellane is een kanton van het Franse departement Alpes-de-Haute-Provence. Het kanton maakt deel uit van het arrondissement Castellane.

## Gemeenten
Het kanton Castellane omvatte tot 2014 de volgende 7 gemeenten:
- Castellane (hoofdplaats)
- Demandolx
- La Garde
- Peyroules
- Rougon
- Saint-Julien-du-Verdon
- Soleilhas

Bij de herindeling van de kantons door het decreet van 24 februari 2014, met uitwerking op 22 maart 2015, werden 25 gemeenten aan het kanton toegevoegd.
Het zijn alle gemeenten van de opgeheven kantons : Saint-André-les-Alpes, Allos-Colmars, Kanton Annot en Entrevaux, namelijk:  
- Allons
- Allos
- Angles
- Annot
- Beauvezer
- Braux
- Castellet-lès-Sausses
- Colmars
- Entrevaux
- Le Fugeret
- Lambruisse
- Méailles
- Moriez
- La Mure-Argens
- La Rochette
- Saint-André-les-Alpes
- Saint-Benoît
- Saint-Julien-du-Verdon
- Saint-Pierre
- Sausses
- Thorame-Basse
- Thorame-Haute
- Ubraye
- Val-de-Chalvagne
- Villars-Colmars
- Vergons